# Renate Dorrestein
Renate Maria Dorrestein (25 de janeiro de 1954 – 4 de maio de 2018) foi um escritora, jornalista e feminista holandesa.
Em 1983 ela começou a trabalhar como jornalista para uma revista chamada Panorama e publicou seu primeiro romance (Buitenstaanders).
Ela ganhou o prêmio Annie Romein em 1993 pelo reconhecimento do seu trabalho.

## Obras
- 1976 – Voorleesboek voor planten (ISBN 9021603977)
- 1983 – Buitenstaanders
- 1985 – Vreemde streken
- 1986 – Noorderzon
- 1987 – Een nacht om te vliegeren
- 1988 – Korte metten
- 1988 – Het perpetuum mobile van de liefde
- 1988 – Haar kop eraf. Alice als ideale heldin voor hedendaagse feministes. (essay, ISBN 9051880227)
- 1989 – Vóór alles een dame
- 1991 – Het hemelse gerecht
- 1992 – Katten en de kunst van het boekenonderhoud / Cats and the art of book maintenance[4]
- 1992 – Ontaarde moeders (translated into English as Unnatural mothers for the US)[5]
- 1993 – Heden ik
- 1994 – Een sterke man
- 1996 – Verborgen gebreken
- 1997 – Het Tiende Inzicht (ISBN 907601101X)
- 1997 – Want dit is mijn lichaam ("Boekenweekgeschenk")
- 1998 – Een hart van steen
- 1999 – Voor Liefde klik op F (short story)
- 2000 – Het geheim van de schrijver
- 2001 – Zonder genade
- 2003 – Het duister dat ons scheidt
- 2004 – Zolang er leven is
- 2006 – Mijn zoon heeft een seksleven en ik lees mijn moeder Roodkapje voor
- 2007 – Echt sexy
- 2008 – Laat me niet alleen
- 2009 – Is er hoop
- 2009 – Heiligenlevens en bananenpitten
- 2010 – De leesclub
- 2011 – Pas goed op jezelf
- 2011 – De stiefmoeder
- 2012 – De zondagmiddagauto
- 2013 – De blokkade
- 2013 – Nott Won't Sleep
- 2014 – Liever horen we onszelf
- 2015 – Weerwater
- 2015 – Penvriendin in China: Hoe ik dacht een dissident te helpen[6]
- 2016 – Zeven soorten honger
- 2017 – Reddende engel (ISBN 9789057598609)[7]
- 2017 – Liever horen we onszelf (ISBN 9789021408170)
- 2018 – Dagelijks werk - een schrijversleven (ISBN 9789057599132)